# テトラサイクリン系抗生物質
テトラサイクリン系抗生物質（テトラサイクリンけいこうせいぶっしつ、英: tetracycline antibiotics, tetracycline class, tetracyclines、略: TC系, TC類, TCs, TETs）は、一群の広域スペクトラム性抗生物質の総称である。テトラサイクリンという名称は、四つの (tetra-) 炭化水素からなる有機環 (cycl-) の誘導体 (-ine) という意味である。TC系の抗菌スペクトラムは、全ての抗生物質で最も広い部類に属している。抗菌作用のない化学修飾されたCMTs (Chemically Modified Tetracyclines) の研究も進んでいる。

## 歴史
- 1945年

最初に見出されたテトラサイクリン系抗生物質であるクロルテトラサイクリンは、アメリカン・サイアナミッドのベンジャミン・M・ダガーによって放線菌の一種Streptomyces aureofaciensから発見された。
- 1955年[注 2]

テトラサイクリンは、ファイザーに在籍していたLloyd Conoverによって合成された。その後、様々な誘導体が化学合成されている。
- 1966年

ミノサイクリンは、アメリカのレダリー研究所によって天然テトラサイクリンから半合成された。
- 現在

抗菌スペクトラムの若干の違いなどもあり、日本で主に内服薬として使用されているのはドキシサイクリンとミノサイクリンの2剤である。

## 種類

### 天然テトラサイクリン
短時間作用型（生体内半減期：6 - 8時間）
- クロルテトラサイクリン（オーレオマイシン）
- テトラサイクリン（アクロマイシン）
- オキシテトラサイクリン（テラマイシン）

中時間作用型（生体内半減期：8 - 12時間）
- デメクロサイクリン（レダマイシン）

### 半合成テトラサイクリン
中時間作用型（生体内半減期：8 - 12時間）
- リメサイクリン：水溶性テトラサイクリンベース

長時間作用型（生体内半減期：12時間以上）
- メタサイクリン
  - ドキシサイクリン（ビブラマイシン）：脂溶性
- 6-デオキシテトラサイクリン（英語版）
  - ミノサイクリン（ミノマイシン）：脂溶性
- グリシルサイクリン：1990年代初期にテトラサイクリンを改変することによって最初に合成された。
  - チゲサイクリン（英語版）（タイガシル）：日本での発売は2012年[3]、適応は、本剤に感受性の大腸菌、シトロバクター属、クレブシエラ属、エンテロバクター属、アシネトバクター属のうち他の抗菌薬に耐性を示した菌株に限る[4]。マウス実験で重度アルコール依存症への有効性が示されている[5][6]。
- オマダサイクリン（英語版）
- セラサイクリン（英語版）：痤瘡（にきび）に対する第III相臨床試験が行われた[7]。
- メクロサイクリン：完全な水不溶性
- ロリテトラサイクリン（英語版）

非抗菌性テトラサイクリン
- 化学修飾テトラサイクリン（英語版）：主に抗がん剤[8][9]
  - CMT-302, CMT-303, CMT-306, CMT-308, CMT-316
  - インサイクリニド：他のTC系と同様にマトリックスメタロプロテアーゼ (MMP) 阻害作用を有するが、抗菌作用は無い。第II相の臨床試験で酒皶への有効性が認められず開発中止となった。痤瘡（にきび）治療薬として研究されている[10]。

## 医療用途

### 薬剤耐性
薬剤耐性の出現によってかなり有用性が低下している。しかし、他の薬剤にない優れた特性を持つため、現在でも一部の状況では処方される。

### 禁忌
TC系は骨や歯牙形成への有害作用が示唆されているため、妊婦や授乳中の母親、8歳未満の小児への投与は可能な限り避けられるべきである。しかし、ラットの試験で骨・歯・腎臓に黄色の紫外線蛍光が認められているドキシサイクリンは、8歳未満が使用した場合でも歯牙黄染やエナメル質形成不全、色の違いなどが全く認められなかったとの報告もある。
なお、組織学（顕微解剖学）、発生学など医学、生物学系のいくつかの研究分野では、この色素沈着（青灰色）作用をうまく使って、生きた研究対象動物の骨組織、歯牙組織などの硬組織を着色することがある。着色するに至らない微量の沈着でも、紫外線の照射によって蛍光を発するため、蛍光顕微鏡下で容易に沈着部位を検出することができる。これによって、骨新生や骨の発育やその変化などを実験的に研究することが可能である。水産学の分野では、魚などの耳石（平衡石）をこれで標識することにより成長輪の形成速度を検証し、野外で捕獲された個体の日齢、年齢などの査定を行う基礎データとすることが行われる。

### 相互作用
いくつかの薬剤との併用により本来の薬理作用を減じたり、あるいは増強する薬物相互作用が報告されている。
- カルシウム、マグネシウム、アルミニウム、鉄剤、ビスマス塩
- 抗凝血剤
- カルバマゼピン、フェニトイン、リファンピシン、バルビツール酸誘導体
- スルホニル尿素系血糖降下薬

### 副作用
ドキシサイクリン使用による炎症性腸疾患 (IBD) のハザード比は1.63 (95%CI:1.05-2.52)、クローン病 (CD) のハザード比は2.25 (95%CI:1.27-4.00) と示されている。また、ミノサイクリン、オキシテトラサイクリン、テトラサイクリンも関連を示している。
光感受性が増し、太陽光に曝されたときに日焼けなど光毒性のリスクが増加する。マラリア予防で長期間ドキシサイクリンを使用する人々にとって、特に重要かもしれない。

## 作用機序
タンパク合成阻害作用
TC系はタンパク質合成を阻害する一群の抗生物質（マクロライド、クロラムフェニコール、アミノグリコシドなど）の一つである。TC系は微生物のリボソームの30Sサブユニットに結合し、リボソームに対してアミノアシルtRNA（アミノ酸の結合したtRNAの総称）が結合するのを阻害し、蛋白合成初期複合体を形成できなくする。ある程度は微生物への選択毒性であるが、抗マラリア剤として使用されているくらいなので、真核細胞リボソームに全く結合しない訳ではない。TC系とリボソームの結合は、原則として可逆的である。

## 遺伝子発現調節システム
TC系は、Tet on/offシステムによる遺伝子発現の制御を利用したin vitroおよびin vivoの生物医学研究において試薬として広く使用されている。この抗生物質の作用機序は、細菌のタンパク質翻訳を破壊することよって増殖および修復能を損なうことであるが、真核生物のミトコンドリアにおいてもタンパク質翻訳が中断されるため、実験結果の交絡因子としての可能性が指摘されている。µg/mLオーダーの低濃度でさえもミトコンドリアのタンパク質毒性ストレスを誘導するため、家畜への大量使用による、環境およびヒトの健康への潜在的な影響に対して注意喚起がなされている。

## 残留抗菌薬
飼料に配合されることから畜産産物の牛乳、牛肉、豚肉、鶏肉、養殖魚など幅広く食品に残留している。
日本においては、医薬品、医療機器等の品質、有効性及び安全性の確保等に関する法律（薬機法）と飼料の安全性の確保及び品質の改善に関する法律（飼料安全法）の定めにより認可され、家畜感染症の治療のために投与することがある。オキシテトラサイクリン (70 ppm) による成長促進（体重増加）作用も示され、抗生物質を飼料に配合し予防的に長期連続使用することもある。
獣医学によるTC系の大量使用や不適切使用により、安全ではない濃度で牛乳などに残留し、公衆衛生に悪影響を及ぼすことがある。規制当局は、動物の乳を絞る前に、適当な休薬期間を設けるよう徹底しなければならない。一般的に、乳牛に使用されている薬剤は牛乳中に残留するため、ヒト用に販売することは禁止されている。それらは廃棄乳と呼ばれ、米国内の酪農場の1/3が離乳前の子牛に廃棄乳（代用乳）を与えている。酪農産業は抗生物質が残留した大量の牛乳を廃棄処分しており、土壌や水環境などへの大きな懸念材料である。TC系はカルシウムなど2価の金属イオンとキレートを形成するため、厚生労働省通知の動物用医薬品一斉試験法で定量することは困難であった。
授乳中の母親ラットへテトラサイクリン少量 (250, 500 ppm) を与えた研究では、その母親ラットの乳を飲んだ仔ラットは成長後に脳重量の減少や異常行動がみられ、テトラサイクリンは少量でも生理的発達や行動に影響を与えることが示唆された。
また、作物の種子発芽と根伸長に対し、低濃度 (0.01 ppm) では僅かに促進し、高濃度 (300 ppm) では約90%も抑制するため、植物毒性が指摘されている。